# Tatiana Salem Levy

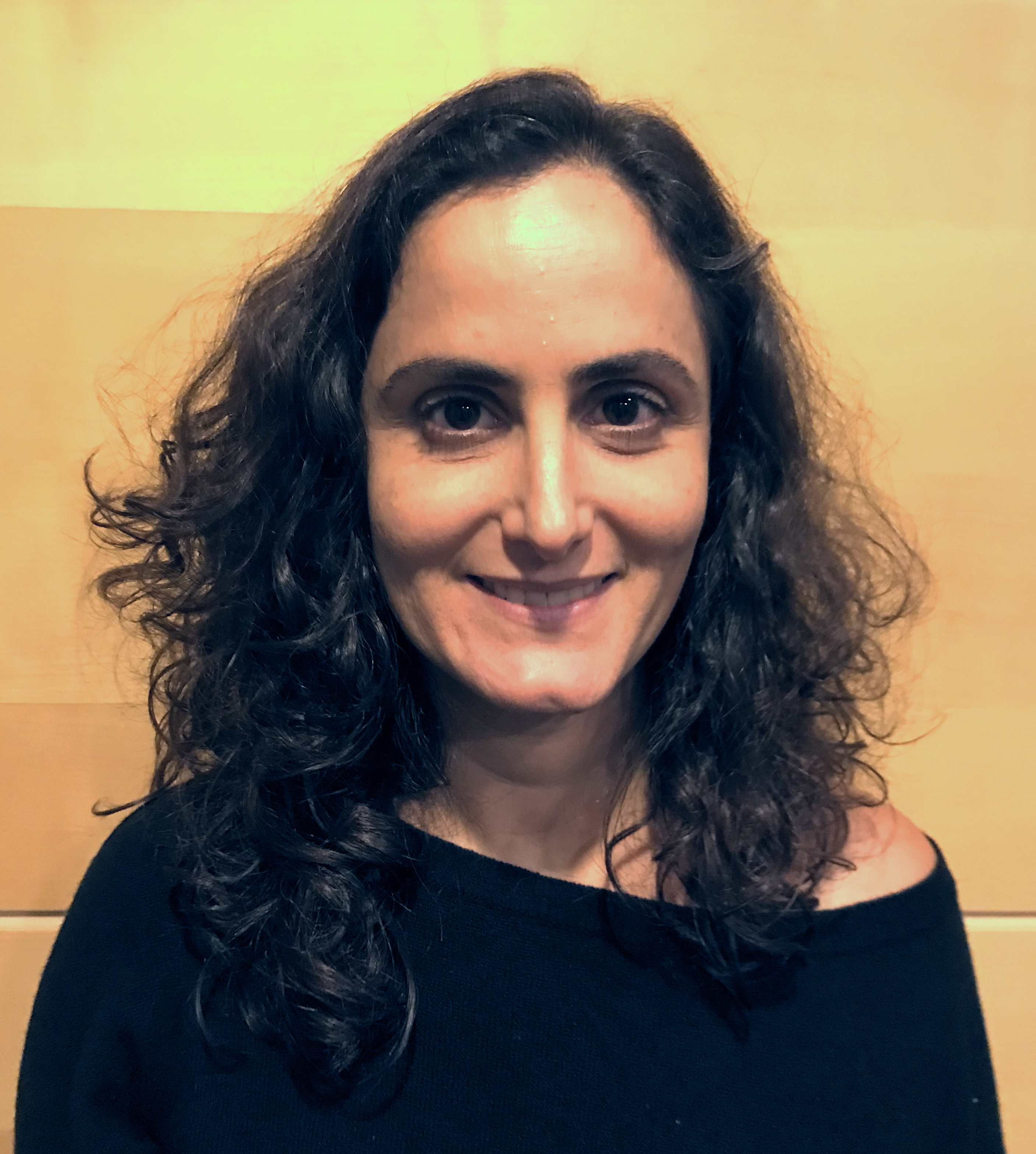
Tatiana Salem Levy (2019)

Tatiana Salem Levy (geboren 24. Januar 1979 in Lissabon) ist eine brasilianische Schriftstellerin.

## Leben
Tatiana Salem Levys Großeltern stammen aus der Türkei und waren nach Brasilien emigriert. Während der Militärdiktatur in Brasilien flohen Levys Eltern nach Portugal, wo Tatiana geboren wurde. Ende 1979 konnte die Familie aufgrund einer Amnestie nach Brasilien zurückkehren. Sie studierte Literatur an der Universidade Federal do Rio de Janeiro. 2002 wurde sie an der Päpstlich Katholischen Universität von Rio de Janeiro mit einer  Dissertation über die französischen Literaturtheoretiker Maurice Blanchot, Michel Foucault und Gilles Deleuze promoviert.
Levy veröffentlichte zunächst einige Erzählungen. 2007 erschien ihr Roman A Chave de Casa. Zur Frankfurter Buchmesse 2013 wurde die Kurzgeschichte Tempo Perdido ins Deutsche übersetzt und in einer Anthologie brasilianischer Literatur herausgegeben.

## Werke (Auswahl)
- Vista Chinesa, Zürich/Berlin : Secession, 2022
- Paraíso. Rio de Janeiro : Editora Foz, 2014
- Vertane Zeit. Deutsch von Renate Heß. In: Wenn der Hahn kräht : zwölf hellwache Geschichten aus Brasilien. Erzählungen. Hrsg. und mit einem Nachw. von Wanda Jakob und Luísa Costa Hölzl. Gräfelfing : Ed. Fünf; Hamburg : Ed. Nautilus, 2013
- Tanto mar. Illustrationen Andrés Sandoval. Rio de Janeiro, 2013 [Kinderbuch]
- Curupira pirapora. Illustrationen Vera Tavares. Lissabon : Tinta-da-China, 2012 [Kinderbuch]
- Dois Rios. Rio de Janeiro : Editora Record, 2011
- A Chave de Casa. Rio de Janeiro : Editora Record, 2007
  - The house in Smyrna. Übersetzung ins Englische Alison Entrekin.  London : Scribe, 2015 Winner of English PEN Writers in Translation Award 2015
- A experiência do fora : Blanchot, Foucault e Deleuze. Rio de Janeiro : Civilização brasileira, 2003